# Darren Potter
Darren Michael Potter (* 21. Dezember 1984 in Liverpool) ist ein irischer Fußballspieler. Der zentrale Mittelfeldspieler war in seiner Geburtsstadt sowohl in der Jugendmannschaft des FC Everton als auch des FC Liverpool aktiv, konnte sich aber beim zuletzt genannten Klub in der Profiabteilung letztlich nicht durchsetzen. Aktuell ist der ehemalige irische Nationalspieler für den Drittligisten Rotherham United aktiv.

## Sportlicher Werdegang
Potter war in jungen Jahren bereits in den Jugendabteilungen drei renommierter englischer Fußballvereine aktiv. Dabei begann er beim FC Everton und kehrte über den Umweg der Blackburn Rovers im Alter von 15 Jahren in seine Heimatstadt zurück, wo er fortan in der „Liverpool Academy“ ausgebildet wurde. In der Profimannschaft des FC Liverpool kam er zumeist außerhalb der Premier League zum Zuge. Er debütierte am 10. August 2004 in der Champions-League-Qualifikation gegen den Grazer AK als Einwechselspieler in der 85. Minute für Steve Finnan – die Partie endete mit einem 2:0-Auswärtssieg – und stand im Rückspiel gegen die Österreicher über die vollständige Spielzeit auf dem Feld. In der Mannschaft, die letztlich die „europäische Krone“ errang, kam er ein letztes Mal im Achtelfinalhinspiel gegen Bayer 04 Leverkusen zu einem 5-Minuten-Kurzeinsatz. Nachdem Potter am 1. Februar 2005 gegen Charlton Athletic und am 23. April 2005 gegen Crystal Palace zu seinen ersten (und einzigen) Premier-League-Einsätzen für den FC Liverpool kam, blieb er im Kader für das Champions-League-Endspiel gegen den AC Mailand unberücksichtigt. Auch in der folgenden Spielzeit 2005/06 war er primär in der Frühphase der Champions League aktiv und wurde fortan an Zweitligisten ausgeliehen.
Ab Januar 2006 spielte er zunächst für den FC Southampton und zog nach seiner Rückkehr am Ende der Saison 2005/06 direkt nach Wolverhampton zu den dort spielenden „Wolves“ weiter. Er zeigte sich hier in guter Form, was die Wolverhampton Wanderers dazu veranlasste, Potter im Januar 2007 für 250.000 Pfund dauerhaft zu verpflichten und ihn mit einem Vertrag über 3½ Jahre auszustatten. Die Spielzeit 2007/08 brachte jedoch empfindliche Rückschläge mit sich und Trainer Mick McCarthy eröffnete Potter die Möglichkeit zu einem Wechsel bis Ende Januar 2008. Dies lehnte der erst ein Jahr zuvor verpflichtete Spieler jedoch ab, blieb in Wolverhampton noch bis zum Saisonende, bevor er in beiderseitigem Einverständnis endgültig auf die Transferliste gesetzt wurde. Da sich im Sommer 2008 kein Käufer fand, eröffnete man ihm die Möglichkeit, sich einen Platz in der Mannschaft zurück erkämpfen zu können. Ohne jedoch weitere Einsatzminuten zu erhalten, wechselte er im Januar 2009 auf Leihbasis zu Sheffield Wednesday, wo ihm bereits bei seinem ersten Einsatz nach 16 Minuten ein Weitschusstreffer gegen Charlton Athletic (4:1) gelang.
Am 10. Juli 2009 unterzeichnete er bei den „Owls“ in Sheffield einen neuen Vertrag, wobei die beteiligten Partien Stillschweigen über die Ablösesumme vereinbarten.

## Irische Nationalmannschaft
Nachdem Potter bereits in diversen irischen Jugendauswahlmannschaften und dabei auch 2003 im Kader für die Junioren-WM in den Vereinigten Arabischen Emiraten gestanden hatte, kam er am 23. Mai 2007 gegen Ecuador im New Yorker Giants Stadium zu seinem ersten Länderspiel für die irische A-Nationalmannschaft.